# Catostomus bernardini
Catostomus bernardini là một loài cá vây tia trong họ Catostomidae. Chúng được tìm thấy ở México và Hoa Kỳ.